# Stefano Petris
Stefano Petris (Cres, 1903. – Trsat, 11. listopada 1945.), talijanski iredentist, profesor književnosti. Organizator protalijanske milicije na Cresu i otpora hrvatskim partizanima.

## Životopis
Rodio se je u Cresu u obitelji s nadimkom Pasafora. Pohađao licej u zadarskom sjemeništu. Studirao u Italiji na sveučilištu u Rimu i stekao naslov laureato in lettere. Tijekom služenja vojske, radio je na doktorskoj dizertaciji iz hrvatske književnosti. Talijanaški i iredentistički izvori tvrdili su da nije prezirao Hrvate. U vremenu između dva rata bio je jedan od najpoštovanijih i najomiljenijih ljudi u Cresu.[nedostaje izvor]

## Kompanija Tramontana
Nakon prevrata u Italiji, koji je doveo do sloma monarhističkog režima i njegove kapitulacije,  Cres i Lošinj privremeno su okupirali četnici. Prema talijanaškim izvorima, skupina od 400 - 500 četnika iskrcala se 13. rujna i kamionom navečer stigla u Cres. Nekoliko dana poslije (17. na 18. rujna) Cres oslobađaju partizanske postrojbe. Akciju se moralo sprovesti hitno, jer su se u partizanima pribojavali da bi u slučaju uspostave sveze četnika i Engleza, koji su bili promonarhisti, prijetila je opasnost od uspostave britanske baze odakle bi ugrožavali novu vlast i radili na povratku starog režima.
Nakon uspostave novog republikanskog režima u Italiji i dolaska Nijemaca u Cres, talijanaši Cresa i Lošinja se samoorganiziraju u miliciju pod nazivom "Compagnia della Tramontana", kojoj je na čelu bio upravo Stefano Petris. Petris je postao zapovjednik najviše zato što je bio ugledan[Kome je bio ugledan?] i poštovan u gradu, i jer nije bio opterećen nikakvim mrljama iz prošlosti. 
U organiziranju kompanije su se posebno istakli potporučnik Domenico Bandera iz Belog (Caisole), studenta koji je završavao katoličko sveučilište u Milanu i svećenik Giuseppe Bandera, također porijeklom iz Belog koji je službovao na Lošinju.[nedostaje izvor]

## Bitka za Cres
19. travnja 1945. u oslobađanje Lošinja od talijanske vlasti kreću velike iskrcavaju partizanske postrojbe koje su se iskrcale na otok. Talijanske je položaje branilo 200 pripadnika "Kompanije Tramontana". Petris je bio poručnik (tenente) u Tramontani. Nakon jednog dana slabog otpora, partizanske su snage došle do grada Cresa, u kojemu su 20. travnja započele teške ulične borbe. Više sati talijanaši su zadržavali skoro 50 puta brojčano nadmoćnijeg neprijatelja, sve dok nisu potrošili sve streljivo.[nedostaje izvor]

## Smrt
Bio je zatočen u riječkom zatvoru.
Zbog pristajanja uz talijanašku vlast koja je 25 godina fašizmom tlačila, dekroatizirala i talijanizirala domaće hrvatsko pučanstvo, nove su vlasti Stefana Petrisa osudile na smrt. 
Smaknuće je provedeno strijeljanjem 11. listopada 1945. na Trsatu.

## Talijanske počasti
Po Stefanu Petrisu je imenovana jedna ulica u Rimu, u četvrti Giuliano Dalmata. U blizini je ulicu dobila i Norma Cossetto.